# Scolichthys
Genre
Scolichthys est un genre de poissons de la famille des Poeciliidae.

## Répartition
Les espèces du genre Scolichthys se rencontrent en Amérique centrale.

## Liste des espèces
Selon World Register of Marine Species (17 avril 2024) :
- Scolichthys greenwayi Rosen, 1967 - espèce type
- Scolichthys iota Rosen, 1967

## Classification
Le nom valide complet (avec auteur) de ce taxon est Scolichthys Rosen, 1967,. Son espèce type est Scolichthys greenwayi.

## Publication originale
- (en) Donn Eric Rosen, « New poeciliid fishes from Guatemala, with comments on the origins of some South and Central American forms », American Museum Novitates, New York, Musée américain d'histoire naturelle, vol. 2303,‎ 20 octobre 1967, p. 1-15 (ISSN 0003-0082 et 1937-352X, OCLC 45360059, lire en ligne).